# Administração de dados
Administração de dados é a função na área de sistema de informação e ciência da computação responsável por planejar, desenvolver e administrar de modo centralizado as estratégias, procedimentos e práticas do processo de gerênciamanto dos recursos de dados e aplicativos, incluindo planos para sua definição, padronização, organização, proteção e utilização. Os dados normalmente se encontram armazenados em bancos de dados que se utilizam de um sistema de gerenciamento de banco de dados como o MariaDB ou outros softwares como planilhas eletrônicas.
De acordo com a Data Management Association (DAMA), administração de dados é "o desenvolvimento e execução de arquiteturas, politicas, praticas e procedimentos que coordenam a estrutura de dados completa de uma ou mais organizações.